# أستراخان (صوف)

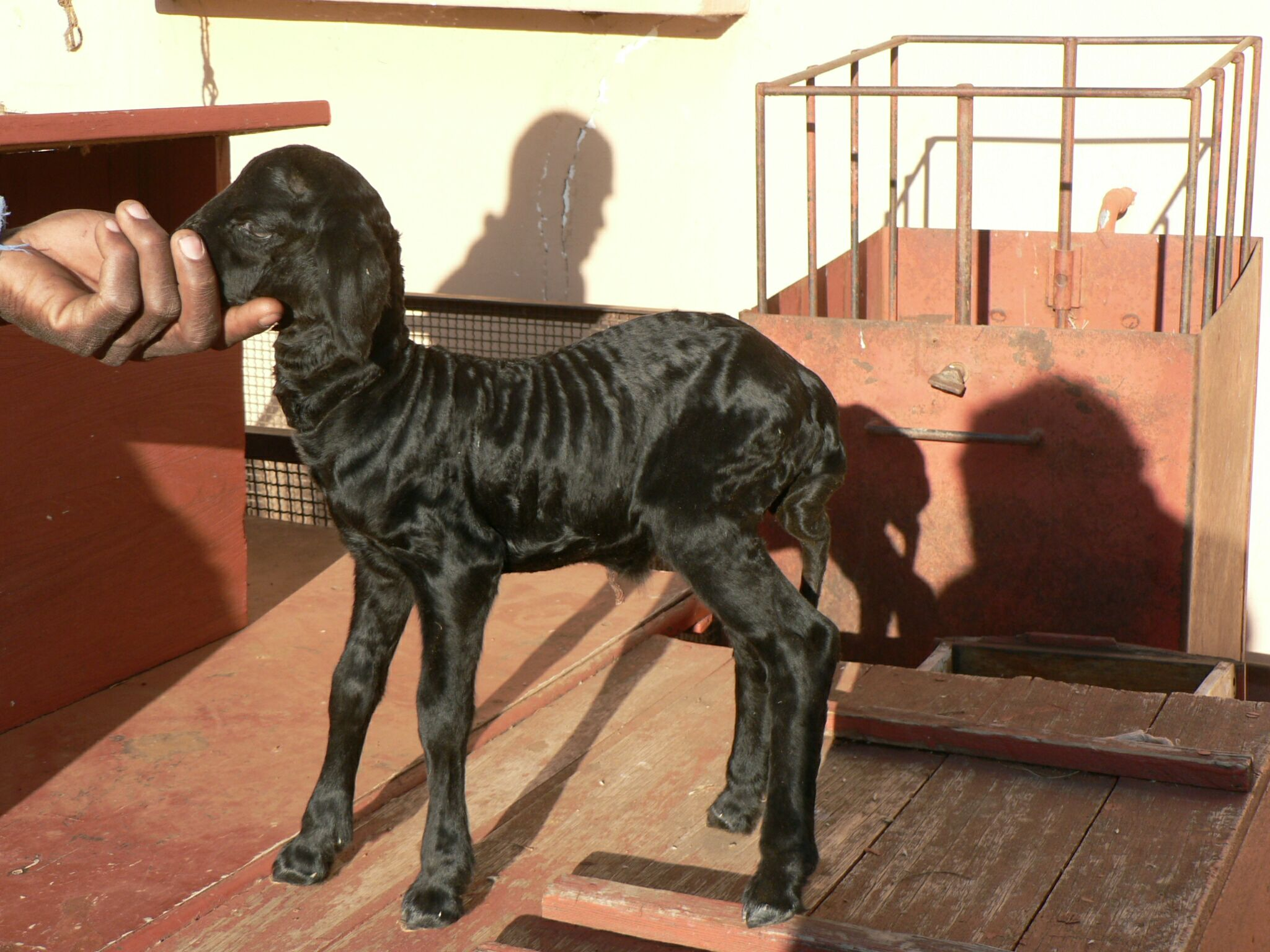
صغير الضأن قرة قول

الأستراخان  هو فراء مجعد لـخروف الضأن كاراكول المولود ميتا، والذي يعطيه خصوصية في طريقة تجعده.
كان هذا الفراء ينتقل عن طريق مدينة أستراخان روسيا، وقد كانت عاصمة خانات منغوليا ما بين القرنين الخامس عشر والسادس عشر.
هذا الـفراء مطلوبٌ جداً في المصنوعات المودة ذات الجودة العالية، لصنع القبعات والمعاطف وغيرها.
إنتاج «استراخان» يطرح مشكلة أخلاقية بسبب استغلال جنين الغنم. وعلاوة على ذلك طعون مؤسسات حماية الحيوان ضدّه. وفي الواقع، يأتي «استراخان» رسمياً من الضأن المولود ميتاً. ولكن بعض التقارير تؤكد وجود «استراخان» منتج من أجنة الأغنام الحوامل، مذبوحين في الأيام الأخيرة من الحمل، أو من أجنّة الأغنام التي أُجبرت على الولادة قبل الأوان عن طريق عملية وحشية، ويُذبح الخروف المولود على الفور.

## ألبوم الصور

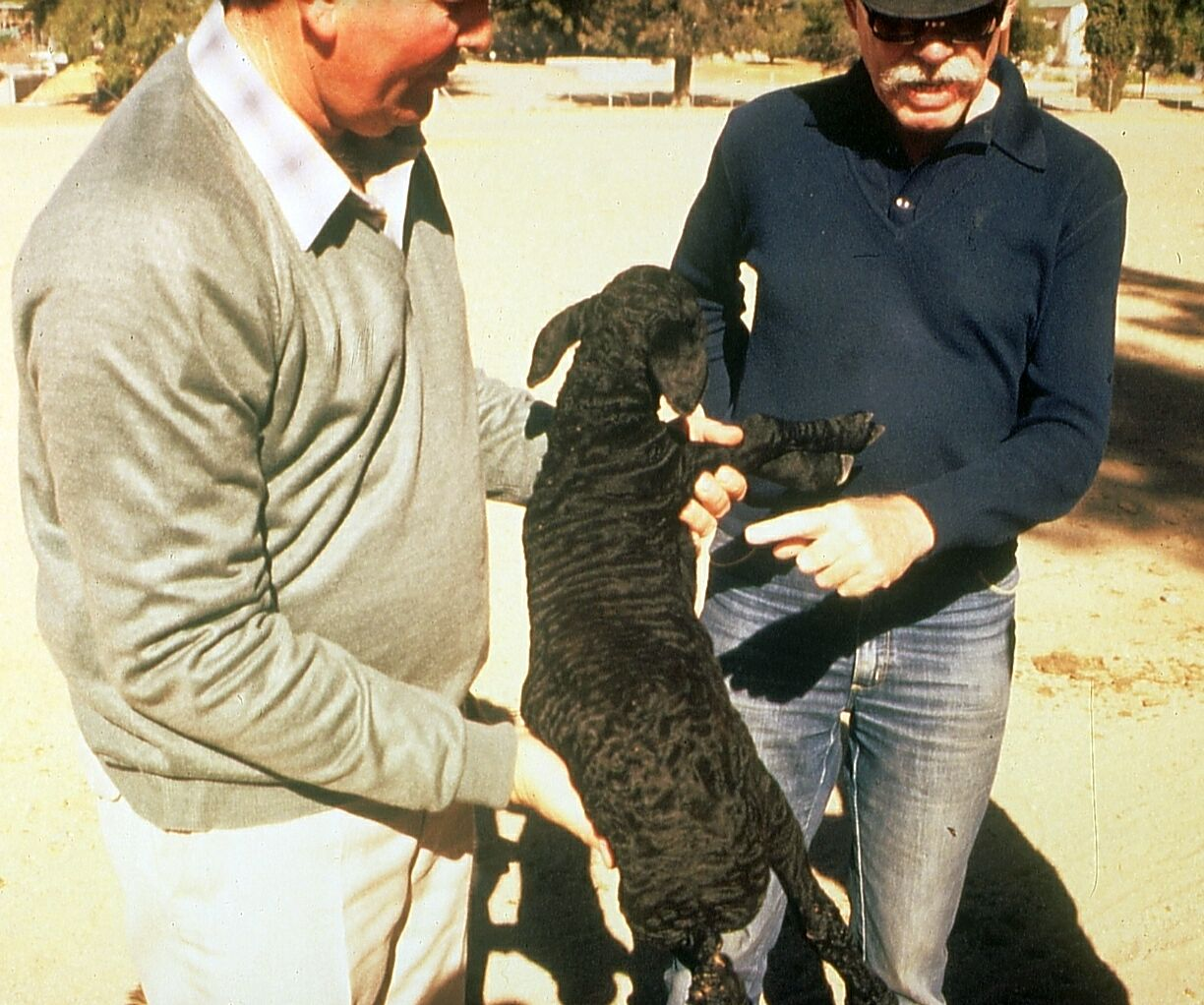
كاراكول أسود
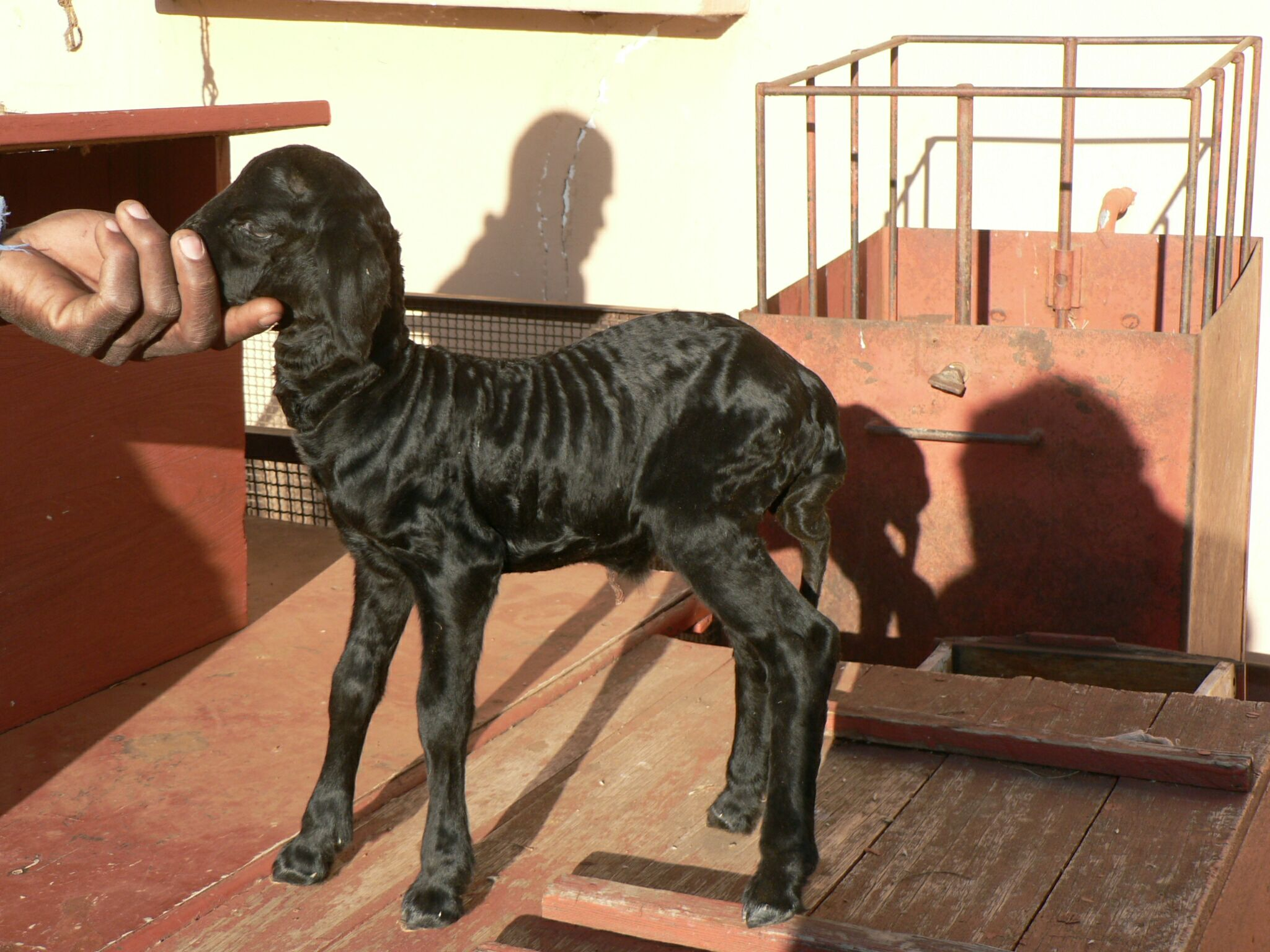
حمل كاراكول أسود من نميبيا
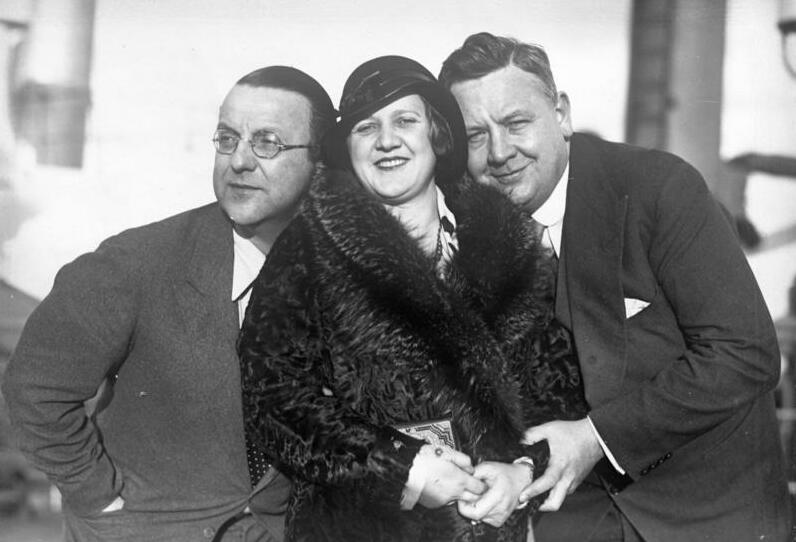
معطف من فرو الكاراكول
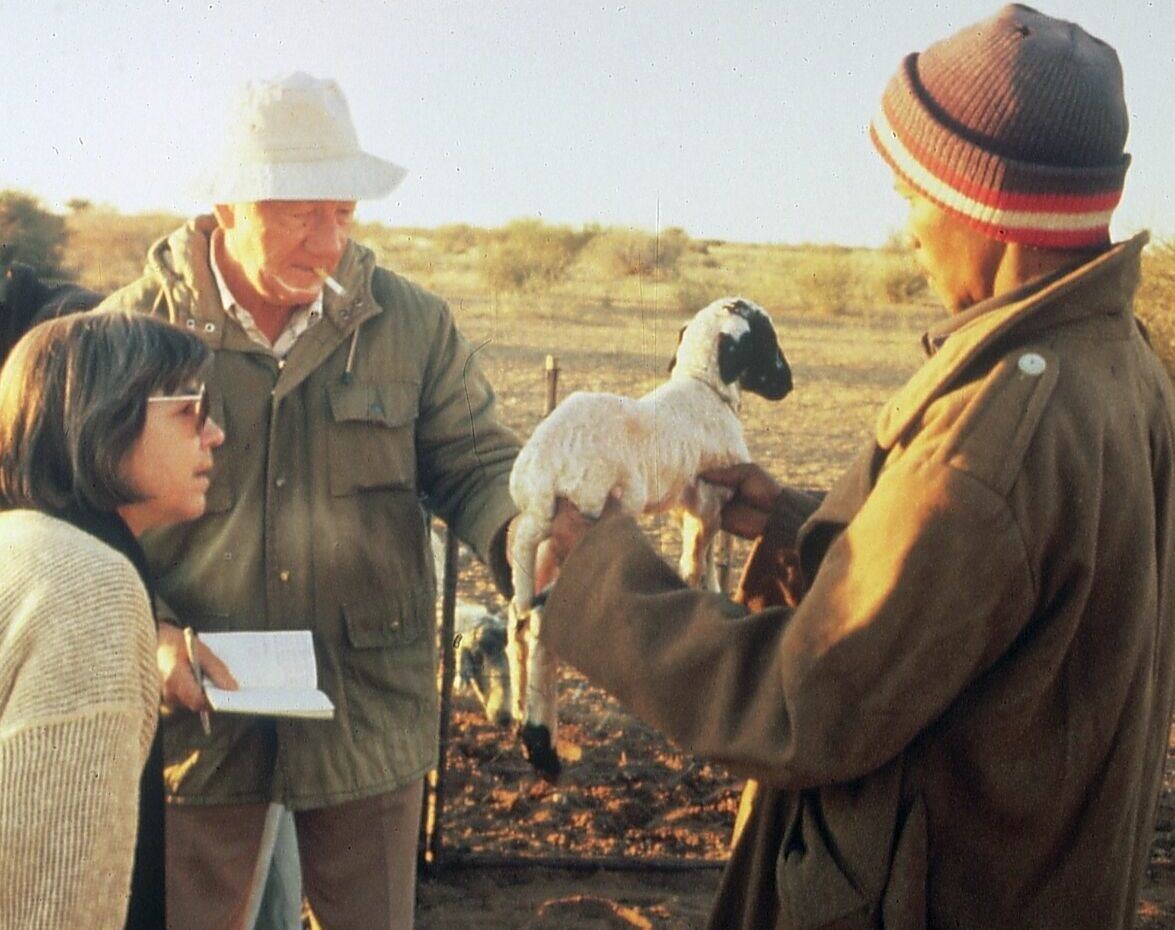
حمل صغير من سلالة الكاراكول